# Parametry projektu

Parametry projektu

Na parametry projektu składają się: zakres projektu, koszt projektu i czas projektu. Parametry projektu określa się czasami mianem „magicznego trójkąta”. 
Wszystkie trzy składowe są od siebie zależne, muszą być definiowane razem. Nie jest możliwa zmiana jednego z nich bez wpływu na pozostałe.